# Активні системи розробки
Активні системи розробки (рос. активные системы разработки; англ. active development systems; нім. Abbauverfahren, aktive Abbaumethoden, aktive Bearbeitung) — системи розробки із співвідношенням нагнітальних і видобувних свердловин 1:3 і більше, які забезпечують підвищення темпів розробки нафтових покладів. Сюди відносять системи з «розрізанням» на вузькі смуги при трирядному розміщенні свердловин, з площинним і осередковим заводненням. Активні системи розробки застосовують для покладів з низькою продуктивністю, а іноді і для високопродуктивних покладів з метою інтенсифікації їх розробки.